# Lingondvärgspindel
Lingondvärgspindel (Gonatium rubellum) är en spindelart som först beskrevs av John Blackwall 1841.  Lingondvärgspindel ingår i släktet Gonatium och familjen täckvävarspindlar. Arten är reproducerande i Sverige. Inga underarter finns listade i Catalogue of Life.